# Rödhättingssnylting
Rödhättingssnylting (Hypomyces porphyreus) är en svampart som tillhör divisionen sporsäcksvampar, och som beskrevs av Rogerson och Samuel J. Mazzer. Rödhättingssnylting ingår i släktet Hypomyces, och familjen Hypocreaceae. Enligt den svenska rödlistan är arten sårbar i Sverige. Arten förekommer på Öland och Svealand. Artens livsmiljö är skogslandskap.